# Episodi di Jack Ryan (seconda stagione)
La seconda stagione della serie televisiva Jack Ryan, composta da 8 episodi, è stata interamente distribuita su Prime Video il 1º novembre 2019, in tutti i paesi in cui il servizio è disponibile, compresa l'Italia.
| n° | Titolo originale  | Titolo italiano      | Pubblicazione    |
| -- | ----------------- | -------------------- | ---------------- |
| 1  | Cargo             | Cargo                | 1º novembre 2019 |
| 2  | Tertia Optio      | Tertia Optio         | 1º novembre 2019 |
| 3  | Orinoco           | Orinoco              | 1º novembre 2019 |
| 4  | Dressed to Kill   | Vestito per uccidere | 1º novembre 2019 |
| 5  | Blue Gold         | Oro blu              | 1º novembre 2019 |
| 6  | Persona Non Grata | Persona non grata    | 1º novembre 2019 |
| 7  | Dios y Federación | Dios y Federación    | 1º novembre 2019 |
| 8  | Strongman         | Un uomo forte        | 1º novembre 2019 |